# Kevin Wasserman
Kevin Wasserman (pseud. Noodles; ur. 4 lutego 1963 w Los Angeles) – gitarzysta amerykański, członek zespołu The Offspring.

## Życiorys

### Kariera muzyczna
Noodles dołączył do zespołu znanego wcześniej jako Manic Subsidal w 1985 roku, w wieku 21 lat. Nie umiał, co prawda, grać na gitarze, ale jako jedyny mógł legalnie kupować alkohol dla pozostałych, niepełnoletnich członków zespołu. Rok później zespół zmienił nazwę na The Offspring. Od tego czasu Noodles obecny jest na wszystkich albumach zespołu.

## Życie prywatne
Kevin Wasserman urodził się 4 lutego 1963 w Los Angeles. W dzieciństwie został adoptowany. Ma młodszego brata.
Noodles ukończył Pacifica High School w 1981 roku.
W początkach istnienia The Offspring pracował jako woźny w szkole, w której uczyli się Dexter i Greg. Jednak nieoczekiwany sukces, jaki osiągnął z zespołem sprawił, iż pod koniec roku szkolnego 1993/1994 odszedł z pracy.
W 14 lutego 1998 roku ożenił się z Jackie Patrice Wasserman. Ma dwoje dzieci: córkę Chelsea Nicole (ur. w lutym 1989) i syna Jacksona (ur. w maju 2002). Jackie nie jest biologiczną matką Chelsea. Jest nią przyrodnia siostra Rona Welty’ego, byłego perkusisty The Offspring, z którą był w związku.
Obecnie mieszka w Santa Ana. w Kalifornii.
Interesuje się surfingiem, snowboardem, literaturą i oceanografią. Posiada sporą kolekcję gitar.

## Używany sprzęt
Noodles generalnie używa gitar Ibanez. Ma cztery sygnowane modele: jeden wykończony srebrną taśmą (NDM1), drugi z logiem The Offspring (NDM2), trzeci w kolorze żółtym (NDM3) i czwarty z efektem sunburst (NDM4).
W początkach istnienia The Offspring używał szerokiej gamy gitar jak: Fender Telecaster, Ibanez Talman i Gibson Les Paul. Posiada także inne modele: gitary Paul Reed Smith, Fender Stratocaster inne modele Fendera, gitary Jackson i Gibson.
Noodles używa wzmacniacze Mesa/Boogie Mark IV, które od „Splintera” łączy ze wzmacniaczami VHT Classic Lead oraz przetworników DiMarzio Tone Zone.